# Mercè Izquierdo i Aymerich
Mercè Izquierdo i Aymerich (Barcelona, 1941) és una científica i professora catalana.
Es va llicenciar en Ciències a la UAB el 1963 i va ser professora de química a secundària. El 1970 va ser professora a la UAB i el 1982 esdevingué doctora en ciències. Des del 1987 va ser professora de Didàctica de les ciències i d'Història de la Química a la UAB. El 2021 n'és professora emèrita. S'ha dedicat principalment a la formació de professors de ciències, especialment de química, tant a primària com a secundària. Ha investigat sobre el llenguatge i la història de la química.
És la presidenta de Cristianisme al Segle XXI, on va agafar el relleu de Jaume Botey i Vallès.
El 2021 va rebre la creu de Sant Jordi "en reconeixement del seu llarg recorregut professional com a científica i de la seva trajectòria docent en els àmbits de l'ensenyament secundari, la universitat, la formació del professorat i la recerca pedagògica".